# Zenit (časopis)
Ukupno četrdeset tri broja časopisa punog naziva „Zenit – internacionalna revija za umetnost i kulturu“, izlazila su od veljače 1921. do prosinca 1926. godine. Izdavaštvo se, od dvadeset petoga broja zbog političkih neslaganja koja su sputavala uredništvo, seli iz Zagreba u Beograd. Glavni urednik bio je Ljubomir Micić, a uz njega su časopis uređivali Ivan Goll i Boško Tokin.

## Povijesni kontekst
Završetkom Prvoga svjetskog rata nastaje nova država Kraljevina Srba, Hrvata i Slovenaca. Kulturne promjene uvjetovane stvaranjem nove države, zajedno s globalnim povijesnim i socijalnim procesima u Europi (prvenstveno Prvi svjetski rat i Oktobarska revolucija u Rusiji), omogućile su nastanak i razvoj zenitističkoga pokreta, unutar kojeg se izdaje i časopis „Zenit“.

## Zenitizam
Zenitizam je eklektični avangardni pokret širokog polja društvenoga i političkoga djelovanja, koji nastaje 1920-ih godina u Kraljevini SHS. Pokret se temeljio na težnji promjeni provincijalnog statusa nacionalne kulture, izgradnjom vlastitog kulturnog sistema na temelju nove umjetnosti, te izlasku na europski plan.

### Manifest
Funkcionalizacija ideologije zenitizma počinje izdavanjem Manifesta, čiji su autori Ljubomir Micić, Ivan Goll i Boško Tokin. Oni ne donose jedan jedinstveni proglas, nego svaki piše svoj programski tekst, u kojem daju vlastito viđenje željenog svjetonazora pokreta.
U svome manifestu Micić uvodi pojam „barbarogenija“, odnosno Balkanca, barbara i primitivca, s isključivo pozitivnim predznakom, kojeg je vidio kao glavnog nositelja socijalnih i umjetničkih promjena i reformi u Europi. Pokret je utemeljen na dihotomiji barbarstvo-civilizacija. Dihotomiju Micić naglašava dinamički uparenim, ali suprotstavljenim pojmovima: novi Balkan suprotstavlja staroj Europi; iskonsku, nesvjesnu i naivnu barbarsku umjetnost rafiniranoj, svjesnoj i deformiranoj civilizacijskoj umjetnosti.

### Aktivnosti pokreta
Pjesnik i prozaik Ljubomir Micić bio je kolekcionar avangardne likovne umjetnosti. Posjedovao je djela najvećih europskih avangardnih umjetnika. Godine 1922. izložio ih je na Starčevićevom trgu u Zagrebu, gdje je otvorio „Zenitističku međunarodnu galeriju nove umjetnosti“, čime je umjetnost učinio dostupnu svim slojevima društva. 
Jedina „Zenitova međunarodna izložba nove umjetnosti“ organizirana je 1924. godine u Beogradu. Na njoj je izlagala većina domaćih i stranih suradnika „Zenita“. Na izložbi su slike bile označene isključivo brojem, bez naziva autora i djela, kako publiku ne bi navodili na sadržaj. Na taj je način gledatelju ostavljena mogućnost sudjelovanja u oblikovanju umjetničkog djela. 
Uz izdavanje časopisa „Zenit“, izlazila su i posebna zenitistička izdanja knjiga, kao što su „Kola za spasavanje“ Ljubomira Micića iz 1922. godine ili djela Marijana Mikca „Efekt na defektu“ iz 1923. i „Fenomen majmuna“ iz 1925. godine. 
Među važnije zenitističke aktivnosti spada i održavanje „Zenitističkih večernji“, koje su podrazumijevale multimedijske prezentacije, predavanja, čitanja poezije i polemike, a najintenzivnije su se održavale tijekom 1923. godine.
Nerazriješena ostaje veza pokreta s avangardnom kazališnom grupom „Travellers“, osnovanom 1922. godine. Iako je svojim djelovanjem bila bliska zenitističkom duhu te je uprizorila i neke Micićeve tekstove, a jedan od članova grupe bio je najznačajniji domaći zenitistički umjetnik Josip Seissel, Micićeva uloga u aktivnostima grupe nije točno utvrđena.

## Sadržaj
Iz punog naziva časopisa razaznaje se njegova internacionalna orijentacija, vidljiva ne samo u donošenju reprodukcija djela najpoznatijih europskih avangardnih umjetnika, nego i u aktivnoj suradnji s njima. R. Hausmann, A. Archipenko, El Lissitzky, I. Ehrenburg, W. Gropius, V. Kandinski, L. Moholy-Nagy, V. Tatljin samo su neki od mnogobrojnih suradnika časopisa. „Zenit“ je njihove priloge donosio na originalnim jezicima, ne u prijevodu, tako da su se u istom broju nalazili tekstovi na njemačkom, francuskom i srpsko-hrvatskom jeziku, ali i oni pisani latinicom i ćirilicom. 
„Zenit“ je surađivao i s najznačajnijim europskim ekspresionističkim časopisom „Der Sturm“, čiji je utjecaj vidljiv u jednoj od ključnih postavki „Zenita“, a ta je da umjetnost proizlazi iz čovjeka, njegove nutrine, duševne boli i da stvara novi, bolji svijet (usmjerenje koje je odgovaralo poslijeratnoj situaciji u Europi). Umjetnost više ne smije biti mimetička, preslika svijeta i društva, nego umjetnici svojim djelima trebaju stvarati novo, bolje društvo. Micić je asocijaciju vidio kao deklarativni element, pa je i oblik nove umjetnosti nazvao asocijativni antimimetizam. 
Naglašeno antiratno raspoloženje podrazumijevalo je kritiku trenutnog društvenog i socijalnog stanja, ali i humanizam u osnovi svega, pa i u umjetnosti koja treba biti socijalno angažirana.

## Utjecaji
„Zenit“ je bio časopis koji je istovremeno objedinjavao utjecaje različitih avangardnih pravaca, od kojih je utjecaj ruske avangarde bio najdugotrajniji.

### Ekspresionistički utjecaji
U počecima izlaženja časopisa najizraženiji su bili ekspresionistički utjecaji. Prva tri broja časopisa najvećim dijelom donose reprodukcije djela Egona Schielea. Od domaćih umjetnika zastupljen je Vilko Gecan sa svoja dva crteža, „Luđak“ iz praške serije „Klinika“ (1920), te „Konstrukcija za portret cinika“ (1921). S interijerom koji nije definiran do kraja, distorzijom prostora i višefokalnom perspektivom, te dojmom klizećeg, padajućeg, odnosno nestabilnog prostora, „Konstrukcija za portret cinika“ podsjeća na scenografiju njemačkih ekspresionističkih filmova. Stavljanje naglaska na lice i prste u grču nezaobilazni su elementi i Schieleovih portreta. U portretima Vinka Foretića Visa, „Portret švicarskog kelnera“ i „Portret jednog Slovenca“, oba iz 1914/18. godine, uočljivo je kubističko oblikovanje lica, koje nije svugdje dosljedno provedeno. Časopis donosi i reprodukcije linoreza beogradskog grafičara Mihaila S. Petrova, na kojima je vidljiv utjecaj Vasilija Kandinskog. Nakon suradnje sa „Zenitom“, Petrov će surađivati s časopisom „Dada-tank“.

### Dadaistički impulsi
Već u prvim brojevima izlaze tekstovi posvećeni dadaizmu. Dadistički impulsi dolaze prvenstveno od Dragana Aleksića, suradnika „Zenita“ koji studira u Pragu, i pariškog studenta Branka Ve Poljanskog, Micićevog brata, koji 1921. godine također boravi u Pragu. Za vrijeme njihovog boravka u Pragu, dolaze u doticaj s radom dadaističkih umjetnika, te uz zenitističke, priređuju i dadaističke izložbe i manifestacije, koje će nakon Praga, organizirati u hrvatskim gradovima.
Godine 1922. zbog svađe dolazi do prekida suradnje između D. Aleksića i Micića. Aleksić izdaje dadaistički časopis „Dada-tank“ i zbornik „Dada-jazz“. Iako je „Dada-tank“ doživio izlazak samo jednog broja u dva izdanja, doživio je priznanje u europskim krugovima. 
Ve Poljanski će uzvratiti izdavanjem anti-dadaističe publikacije „Dada-jok“, koja će slijediti sva obilježja i principe dadaizma.

### Konstruktivistički utjecaji
Najveći utjecaj na „Zenit“, u formalnom i idejnom smislu, izvršila je ruska avangarda, odnosno konstruktivizam, s kojim Micić dolazi u doticaj za svoga boravka u Njemačkoj 1922. godine, a koji je promijenio shvaćanje umjetničkog procesa i funkcije umjetnosti uopće. Najvažniju je ulogu odigrao El Lissitzky, koji s Ehrenburgom uređuje čitav jedan dvobroj posvećen ruskoj avangardi. Ne treba zanemariti ni ulogu Kazimira Maljeviča te Vladimira Tatljina, te posredno V. Kandinskoga i A. Archipenka.
Najvažniji domaći umjetnik bio je Josip Seissel, poznatijii pod zenitističkim pseudonimom Jo Klek. Iako je u povijesti umjetnosti zapamćen prvenstveno kao arhitekt i urbanist, Seissel se bavio i likovnom umjetnošću, izrađivao je akvarele, kolaže i crteže. 
Kada je riječ o njegovim zenitističkim radovima, „Pafama“ zauzima posebno mjesto. To je prva poznata apstraktna kompozicija u hrvatskoj umjetnosti (danas u stalnom postavu MSU-a u Zagrebu). Pafama (njem. Papierfarbenmalerei) termin je kojim je Seissel nazivao svoje kolaže. Micić je za isti pojam koristi naziv arbos-slikarstvo (artija-boja-slika).
Nova Seisslova umjetnost ostvaruje sve Micićeve likovne težnje: emancipaciju forme, boje i prostora od svake linearnosti, povijesti i fotografičnosti.
Crvena, žuta, plava i zelena boja čine gustu kromatsku jezgru na crnoj podlozi. Iako je kolaž izuzetno malog formata, Seissel mu daje monumentalan karakter. Unatoč paraleli s Maljevičevim suprematizmom i Lissitzkyjevim PROUN-om, riječ je o originalnom djelu.
Njegovo poznavanje aksonometrije i kinematografije, tj. scenografije avangardnih filmova, vidljivo je u radovima kao što su „Reklame“ (1923.) i „Krčma/Vinotočje“ (1924.).
Serijom monokromnih kolaža malih formata, u koje se ubraja i „Konstrukcija 56“ (1924.), u najvećoj se mjeri približava Rodčenkovom konstruktivizmu. Unatoč monokromiji, uspijeva dočarati dubinu prizora.
„Zenit“ iz 1924. i 1925. godine donosi i nacrte za vizionarske, arhitektonske objekte „Zeniteum I i II“, te „Vilu Zenit“. U projektu za „Zeniteum II“, V. Horvat-Pintarić prepoznaje humornu dimenziju kao odraz dadaističkog duha.
Seissel je zaslužan i za grafički dizajn zenitovih izdanja djela Marijana Mikca, „Efekt na defektu“ i „Fenomen majmuna“, te nacrte za kostime zenitističke predstave „Oni će doći“, koji su bili usklađeni s tada suvremenom avangardnom kostimografijom.

## Grafičko oblikovanje
Za vrijeme izdavanja Zenita, grafičkom se oblikovanju u Europi pridavala velika važnost. Tipografska i likovna rješenja naslovnica i stranica „Zenita“, reklama i kaligrama, slijedila su trenutnu idejnu orijentaciju časopisa.
Tipografija prva tri broja časopisa evocira slova s plakata ekspresionističkih filmova, a izvodi ih Vilko Gecan. Riječ je o modernoj verziji gotice, koja se protezala od secesije do ekspresionizma. Postupno kretanje prema konstruktivističkom dizajnu svoj vrhunac doseže u jedanaestom broju (veljača 1922.), koji na naslovnici donosi reprodukciju Tatljinove makete za Spomenik Trećoj internacionali“, što je najranija reprodukcija toga djela izvan SSSR-a, a koja će kasnije znatno utjecati na revolucionaristički duh „Zenita“. Grafički dizajn dvobroja 17/18, u cijelosti posvećenog ruskoj avangardi, radi El Lissitzky. Ono uključuje oblikovanje slova u konstruktivno dinamizirane površine, s izmjenom tamnih i svijetlih segmenata koji daju sinkopirani ritam i ostavljaju dojam sceničnosti. Naslovnica dvobroja 19/20 obogaćena je „Linorezom“ Moholy-Nagyja. Sljedeći broj (osmobroj) izlazi tek u kolovozu, radi se o izmijenjenom i smjelijem grafičkom oblikovanju s novim logtipom. Pred kraj izlaženja časopisa, dizajn postaje sve skromniji, s manje reprodukcija. Posljednji, četrdeset treći broj bio je u potpunosti lišen reprodukcija.

## Zabrana Zenita
U prosincu 1926. godine u četrdeset trećem broju, objavljen je tekst „Zenitizam kroz prizmu marksizma“ kojeg je potpisao dr. Rasinov, za kojeg postoje pretpostavke da je riječ o samom Miciću. Dolazi do zabrane izdavanja časopisa od strane vlasti, a slijedi i sudska tužba protiv Micića, koji potom iz Beograda bježi u Pariz. Time završava zenitistička djelatnost. 

## Galerija djela
- El Lissitzky, rješenje za naslovnicu časopisa Zenit (1922.)
- Naslovnica 1. br. časopisa Zenit (veljača 1921.)
- Naslovnica 2. br. časopisa Zenit (ožujak 1921.)
- Naslovnica 3. br. časopisa Zenit (travanj 1921.)
- Naslovnica 4. br. časopisa Zenit (svibanj 1921.)
- Naslovnica 5. br. časopisa Zenit (lipanj 1921.)
- Naslovnica 6. br. časopisa Zenit (srpanj 1921.)
- Naslovnica 7. br. časopisa Zenit (rujan 1921.)
- Naslovnica 8. br. časopisa Zenit (listopad 1921.)
- Naslovnica 9. br. časopisa Zenit ( studeni 1921.)
- Naslovnica 11. br. Časopisa Zenit (veljača 1922.)
- Naslovnica 12. br. Časopisa Zenit (ožujak, 1922.)
- Naslovnica 22. br. časopisa Zenit ( svibanj 1923.)
- Naslovnica 25. br. Časopisa Zenit (veljača 1924.)
- Naslovnica 35. br. časopisa Zenit ( prosinac 1924.)

## Vanjske poveznice
- Fototipsko izdanje Zenita
- Istorijske avangarde: dadaizam – zenitizam – nadrealizam, Arte media
- Ožegović, Nina, Traveleri – najveća tajna hrvatske umjetnosti  Arhivirana inačica izvorne stranice od 24. ožujka 2012. (Wayback Machine)
- Subotić, Irina, Odblesci ruske avangarde u jugoslovenskom zenitizmu